# Тугтегин
Захир ад-Ди́н Сайф аль-Исла́м Тугтеги́н ибн Абдулла́ (араб. ظاهر الدين طغتكين‎; ум. 12 февраля 1128 года) — сельджукский военачальник, правивший Дамаском с 1104 по 1128 год. Родоначальник династии Буридов (Тугтегинидов).
Тугтегин был мамлюком сельджукского султана Алп-Арслана, а затем его сына Тутуша, сельджукского правителя Сирии. Последний доверил Тугтегину воспитание своего сына Дукака и женил его на матери Дукака, Сафват аль-Мулюк. В 1095—1104 годах Тугтегин правил в Дамаске как атабек: сначала Дукака, затем другого сына Тутуша — Арташа и, наконец, сына Дукака — Тутуша.
С 1104 года Тугтегин правил как независимый правитель, а в 1116 году он получил маншур (грамоту) сельджукского султана, легитимизировавший его положение и разрешавший передавать власть по наследству.
Период деятельности Тугтегина в Сирии совпал с началом Крестовых походов и становлением государств крестоносцев. Тугтегин воевал и с крестоносцами, и с мусульманскими эмирами, чтобы сохранить территории эмирата Дамаска. В течение многих лет он был союзником Артукида Иль-Гази.

### Исламские источники
Как отметил турецкий медиевист Дж. Альптекин, самый важный из исламских авторов, писавших о Тугтегине — его современник Ибн аль-Каланиси (ок. 1070—1160), дважды занимавший должность одного из высших чиновников Дамаска. Его «История Дамаска» известна в двух авторских редакциях: 1140/41 и 1160 годов. До конца XIX века труд Ибн аль-Каланиси не был введён в научный оборот в Европе, поэтому для европейских историков основным исламским источником был труд Ибн аль-Асира (1160—1233/34) «аль-Камиль», опубликованный в Европе в период с 1853 по 1864 годы. Публикация «Истории Дамаска» в 1908 году отодвинула труд Ибн аль-Асира на второе место, тем более что Ибн аль-Асир использовал труд Ибн аль-Каланиси при описании событий, связанных с Дамаском. Ибн аль-Каланиси сообщал уникальные сведения, в том числе цитировал текст некоторых официальных документов. Самым важным из них, по словам Дж. Альптекина, является маншур сельджукского султана Мухаммеда Тапара Тугтегину. Некоторые приводимые хронистом сведения об отношениях между атабеком Дамаска и крестоносцами не встречаются в хрониках крестоносцев, например, договоры, заключённые атабеком Дамаска с крестоносцами. При использовании «Истории Дамаска» как источника следует учитывать его пристрастность: автор был близок атабекам Дамаска и враждебен крестоносцам и Имадеддину Занги, в то время как Ибн аль-Асир был близок к Зангидам Мосула. Помимо Ибн аль-Асира, труд Ибн аль-Каланиси использовали более поздние авторы: Ибн аль-Адим (1192—1262), аль-Макдиси (1202/03-1262), Ибн Асакир (1105—1176), Ибн Халликан (1211—1282) и Сибт ибн аль-Джаузи (1186—1256). Они сообщали информацию, отличную от Ибн аль-Каланиси, и дополняли данными, которые стали известны после смерти Ибн аль-Каланиси. Ибн Асакир — тоже хронист из Дамаска. Его труд, сохранившийся лишь частично, по мнению турецкого историка Дж. Альптекина, был, «пожалуй, самым ценным источником по истории Дамаска с первых дней его существования». Сохранившиеся отрывки полезны для составления картины социальной и культурной жизни в Дамаске. Автор из Алеппо аль-Азими (1090 — после 1161) в своей работе даёт краткие сведения как о Дамаске, так и о других городах Южной Сирии. Усама ибн Мункыз (1095—1188) из правящей семьи Шейзара побывал во многих городах Сирии, неоднократно посещал Дамаск и встречался со многими государственными деятелями. Написанная им «Книга назидания» содержит разнообразную информацию о людях, которых он знал, и событиях, которым был свидетелем. Труд Имадеддина аль-Исфахани (1125—1201) о сельджуках был написан на основе воспоминаний сельджукского визиря Ануширвана. Хронист Ибн аль Адим родился в знатной семье в Алеппо, его дед и прадед были в городе кади. Сам хронист некоторое время был визирем в Алеппо. Один из его трудов содержит биографии многих известных людей, другой — «Сливки истории Халеба» — описывает историю Алеппо. Он важен для изучения отношений эмиров Алеппо и Дамаска, но автора нельзя считать беспристрастным, поскольку он был близок к правителям Алеппо.

### Хроники крестоносцев
Во второй и третьей частях «Иерусалимской истории» Фульхерия Шартрского (ок. 1058 — ок. 1127) содержатся сведения об отношениях атабеков Дамаска с крестоносцами. Труд Фульхерия использовали Гийом Тирский (ок. 1130—1186) и Альберт Аахенский (первая половина XII века), но у Гийома Тирского в тексте есть ошибки, особенно в датах.

### Византийские, сирийские и армянские источники
Анна Комнина (1083—1153), Иоанн Киннам (ок. 1143 — после 1184) и Никита Хониат (1155—1217) описывали события времён первого и второго крестовых походов. Однако они допускают ошибки в описаниях событий на востоке, даже не упоминая осаду Шейзара императором. Основным армянским источником является «Хронография» Матвея Эдесского (ум. 1144), хотя он в основном даёт сведения о Северной Сирии и оставляет в стороне историю атабеков Дамаска. Из сирийских источников большую ценность представляет хроника, написанная в XIII веке неизвестным сирийским священником, — «Анонимная сирийская хроника». Другим сирийским источником, полезным для исследования, является труд Бар-Эбрея (1226—1286).

## Имя
Одно из значений первой части имени (туг) – штандарт, флаг, хвостовой трофей, «лоскут, пропитанный кровью врага, закрепленный на шесте».  Вторая часть имени (тегин) было почетным титулом у средневековых тюрок: князь, родственник хан. Имя, по-видимому, означает «князь, несущий знамя из конского хвоста».

## Биография

### Происхождение и служба Алп-Арслану
По словам арабского историка Г. Шамри, у современных Тугтегину авторов информации о происхождении и настоящем имени эмира нет. Известно только, что он туркменского происхождения. По предположению Г. Шамри, скрыть своё происхождение хотел сам Тугтегин, поскольку он даже намёками не раскрывал свою семью, своего отца, своё настоящее имя. Турецкий медиевист Дж. Альптекин полагал, что «мы не располагаем сведениями о ранних этапах жизни атабека Тугтегина. Источники стали упоминать эмира лишь после того, как он был назначен атабеком сына Тутуша».
Время и место рождения Тугтегина неизвестны. Историки делали предположения исходя из косвенных данных, например, анализируя потомство атабека. По словам Бар-Эбрея, внуку Тугтегина, Сулейману бен Ильгази, в 1121 году было более двадцати лет. Хронист из Алеппо Ибн аль-Адим передавал слова Усамы ибн Мункыза, что в 1070 году, когда в лошадь султана Алп-Арслана попали камнем из катапульты, Тугтегин был оруженосцем или охранником султана: «Атабек Тугтегин, правитель Дамаска, сказал моему отцу: „Я нёс за спиной султана, когда в него попал камень из катапульты“». Поскольку во время осады Алеппо в 1070 году Тугтегин был в охране султана Алп-Арслана, ему было не меньше восемнадцати лет. Шакир Мустафа предположил, что атабек родился примерно в 1051—1053 годах. По предположению Г. Шамри, в 1063 или 1065 году будущий правитель Дамаска попал в плен в юном возрасте. В эти годы, по словам Ибн аль-Джаузи, Алп-Арслан захватывал много рабов.

### Служба Тутушу
После смерти Алп-Арслана в 1072/73 году Тугтегин стал одним из мамлюков его сына, Тутуша, и перебрался с ним из Персии в Сирию в 1077 году, что полностью изменило его жизнь. Ибн аль-Каланиси точно не объяснял, как произошёл переход Тугтегина от одного хозяина к другому. Шакир Мустафа предположил, что «это была часть наследства, доставшегося ему [Тутушу] от отца». Известно, что Тугтегин заслужил доверие Тутуша, — произошло что-то, заставившее Тутуша выбрать из всех мамлюков именно Тугтегина, хотя об этом не упоминал ни один хронист. Что это было, неясно, но это, вероятно, произошло в 1078 году, когда Тутуш взял под свой контроль Дамаск. Шакир Мустафа полагал, что Тугтегин участвовал в убийстве управлявшего Дамаском эмира Атсыза, а Г. Шамри высказал предположение, что Тугтегин был не просто участником, а главным исполнителем убийства.
После смерти в конце 1092 года сельджукского султана Мелик-шаха его брат Тутуш начал борьбу за трон. Он захватил Майяфарикин и назначил Тугтегина его вали. В этот период эмир подавил восстание против Тутуша в Амиде. Тутуш приблизил Тугтегина, дал ему высокий статус и поручил управлять Дамаском в своё отсутствие. После этого Тутуш доверил ему воспитание своего сына Дукака. Около 1094 года Тугтегин женился на матери Дукака Сафват аль-Мулюк, что закрепило его положение в Дамаске. Похоже, что Тутуш развёлся с матерью Дукака и заставил её выйти замуж за Тугтегина. Это было в традициях сельджуков: таким образом правитель обеспечивал сыну защиту. С матерью своего сына Рыдвана Тутуш тоже развёлся. Её он выдал замуж за правителя Химса Хусейна Джанахеддина.
В начале 1095 года Тугтегин вместе с Тутушем участвовал в битве при Рее против Баркиярука. Тутуш проиграл и погиб, а Тугтегин попал в плен. С помощью мамлюка Тутуша, Ай-Тегина аль-Халеби, Дукаку удалось бежать с поля боя и отправиться в Алеппо. Рыдван по приказу отца наступал на Багдад, но, узнав о его смерти, быстро вернулся в Алеппо и успел прибыть до Дукака. Уезжая в поход, Тутуш оставил в Алеппо своего визиря Абуль-Касыма аль-Хасана в качестве своего регента. По прибытии Рыдвана Абуль-Касым объявил его преемником Тутуша. Всего у Тутуша было пять сыновей: Рыдван, Дукак, Абу Талиб, Бахрам и Арташ. После смерти отца Рыдван приказал убить двух младших братьев Абу Талиба и Бахрама, находившихся в Алеппо, чтобы они не оспаривали власть. Когда в Алеппо прибыл Дукак, Рыдван велел взять его под стражу. Некоторое время Дукак жил в Алеппо, но он боялся, что Рыдван убьёт и его, и сбежал в Дамаск. В Дамаске Тутуш оставил регентом эмира Савтегина аль-Хадыма (евнуха), который не мог договориться с Рыдваном и рассчитывал быть регентом при Дукаке. Он торжественно приветствовал приехавшего Дукака, сопроводил его в цитадель Дамаска и провозгласил его правителем. Таким образом, в Сирии образовалось два сельджукских султаната — с центрами в Алеппо и Дамаске.
Согласно Ибн аль-Каланиси, Дукак не стал, подобно Рыдвану, убивать находившегося в Дамаске своего брата Арташа, а послал его с матерью в крепость Баальбек к его атабеку Фахруддевле Гюмюштегину, чтобы тот задержал подопечного. Дукаку было 15 лет, ему не хватало опыта для управления государством и военного руководства, поэтому он остро нуждался в помощи своего атабека. Согласно Ибн аль-Каланиси, прибыв в Дамаск, Дукак написал султану Баркияруку, сообщив о побеге от Рыдвана и о грозящей Дамаску опасности. Чтобы ослабить сирийских сельджуков, Баркияруку было выгодно соперничество сыновей Тутуша. Баркиярук решил поддержать Дукака и освободил Тугтегина, обменяв его на Кербогу и его брата Алтунташа, пленённых Тутушем в 1094 году.

### Атабек-регент

#### Установление власти в Дамаске
После освобождения Тугтегин отправился из Исфахана в Сирию. Узнав, что Дукак находится в Дамаске, эмир направился туда. Ибн аль-Каланиси писал, что жители города обрадовались, когда стало известно, что Тугтегин идёт в Дамаск. Когда в конце лета 1095 года Тугтегин прибыл в город, его у стен ждал старый друг — шихне эс-Саллар Хиснеддин. Дукак устроил атабеку торжественную встречу у ворот города и назначил командующим армией. Савтегин почувствовал угрозу своему положению, но не успел ничего предпринять, поскольку Тугтегин опередил его: первое, что он сделал по возвращении из плена — устранил Савтегина, договорившись с Дукаком и знатью города. Ибн аль-Каланиси писал: «И положение у него в Дамаске исправилось» — власть перешла к нему. Период с 1095 по 1104 год можно считать переходным этапом в карьере Тугтегина, когда он от лидера, правившего Дамаском как атабек ребёнка-сельджукида, вырос до владельца Дамаска. В эти годы Тугтегин практиковался в управлении.
Рыдван не мог смириться с тем, что Дамаск ему не принадлежит. В это время сыновья эмира Артука Сукман и Иль-Гази были правителями Иерусалима. Сукман стал служить Рыдвану, а его брат Иль-Гази — Дукаку. В 1095 году с помощью Сукмана Рыдван двинулся на Дамаск. Войска эмира Алеппо осадили город, в это время Дукака и Тугтегина в Дамаске не было. Гарнизон был небольшим и продержался бы недолго, но пришло сообщение о возвращении Дукака и Тугтегина. По прибытии в Дамаск Дукак заключил Иль-Гази в тюрьму, но причина гнева Дукака неизвестна, возможно, он рассердился на Иль-Гази за то, что Сукман стал служить Рыдвану. При этом Сукман не знал, что Иль-Гази находился в Дамаске. Узнав о заключении брата в тюрьму, он понял, что Иерусалим остался без правителя, и быстро отправился туда, чтобы город не оставался без надзора. Без Сукмана Рыдван не смог в одиночку продолжать осаду и отступил в Авран. Он обратился к правившему в Самосате Сулейману, сыну Иль-Гази и внуку Тугтегина. Поскольку Сулейман был зол на Дукака за арест отца, он присоединился к Рыдвану. К этому времени Сукман успел уладить дела в Иерусалиме и тоже прибыл в Алеппо к Рыдвану. Утром следующего дня  22 марта 1096 года началась битва, длившаяся весь день. Тугтегин и Дукак проиграли. Они согласились признать суверенитет Рыдвана, однако Дукак не собирался выполнять договор. Он объявил его недействительным практически сразу.
В августе 1096 года Сукман был вынужден сдать Иерусалим после 40-дневной осады визирю Фатимидов Бадр аль-Джамали. В 1097 году Дукак отправился со своим войском в Амид и занял Майяфарикин, после чего передал город Тугтегину.

#### Во время осады Антиохии
В конце июля 1097 года крестоносцы вошли на территорию Сирии и осадили Антиохию. Правитель Антиохии Яги-Сиян успел до начала осады отправить своих сыновей Шамседдина и Мухаммеда для поиска помощи. Шамседдин поехал к Дукаку и Тугтегину в Дамаск, а Мухаммед обратился к эмиру Мосула Кербоге и другим эмирам. Шемседдин уговорил Дукака и Тугтегина отправиться на помощь Антиохии, и в конце декабря они выступили с армией из Дамаска. Вскоре между их армией и отрядом крестоносцев произошла битва. Её обстоятельства скудно освещаются в источниках. Арабские хроники почти ничего не пишут о ней. Западные источники либо дают о ней краткую информацию, либо вообще не упоминают. Анонимный автор «Деяний франков» дал краткое описание сражения со слов его участников. По его словам, Боэмунд Тарентский и Роберт Фландрский двигались на юг, не подозревая о том, что противник рядом. 30 декабря у Шейзара Тугтегин узнал, что крестоносцы недалеко, и на следующий день возле Бары столкнулся с отрядом Роберта Фландрского. Окружив Роберта, Тугтегин готовился праздновать победу, когда на него напал Боэмунд. Хотя Аноним и Раймунд Ажильский писали, что победу одержали крестоносцы, однако дополнение, сделанное Раймундом, этому противоречит: «Странный результат этого достижения… после того, как враг был разгромлен,<…> они не осмелились преследовать тех, кого они видели в бегстве». Несмотря на победные сообщения христианских хронистов, по-видимому, победу не одержал никто: Тугтегин с Дукаком вернулись в Дамаск, так и не дойдя до Антиохии, а понёсшие большие потери крестоносцы, так и не добыв провианта, вернулись в Антиохию. После сражения Шемседдин не поехал в Дамаск, а направился за новой помощью к Рыдвану в Алеппо.
Летом 1098 года Дукак и Тугтегин присоединились к объединённой армии мусульманских эмиров, которой командовал Кербога. 7 июня 1098 года они осадили крестоносцев в Антиохии. 28 июня 1098 года крестоносцы осуществили вылазку и победили в бою армию Кербоги. Ещё в начале битвы, когда стало ясно, что крестоносцы будут стоять насмерть, многие турецкие эмиры ушли с поля боя. Дукак с Тугтегином ушли или до начала битвы, или в самом начале, опасаясь, что не участвовавший в этой битве Рыдван нападёт на Дамаск.

#### Последние годы жизни Дукака
Джебла, укреплённый порт к югу от Латакии, принадлежал Ибн Сулейхе из рода правителя Триполи Ибн Аммара, подчинявшегося Фатимидам. Ибн Сулейха восстал против Ибн Аммара и стал читать хутбу от имени аббасидских халифов. Ибн Аммар обратился к Дукаку за помощью и тот вместе с Тугтегином осадил Джеблу. Во время осады Тугтегин был ранен стрелой в бедро, после чего Дукак снял осаду и вернулся в Дамаск, но затем Джеблу несколько раз осаждали крестоносцы. Ибн Сулейха понял, что больше не сможет противостоять их натиску и продал свой город Дукаку, а правителем города стал сын Тугтегина, Бури. Правление Бури быстро завершилось, поскольку жители пожаловались Ибн Аммару на его тиранию. Правитель Триполи послал в Джеблу свою армию и взял город под свой контроль. Бури был пленён и отвезён в Триполи, но Ибн Аммар отправил его в Дамаск к Тугтегину. В сопроводительном письме он описал ситуацию с Джеблой и извинялся перед атабеком за произошедшее.
Тугтегин пытался взять под контроль окрестности Алеппо, чтобы окружить Рыдвана и ослабить его.
Правитель Рахбы Каймаз находился под защитой Кербоги. Когда в 1102 году Кербога умер, атабек захватил Рахбу (по другим данным он захватил Рахбу в 1106 году).
В 1103 году по приказу Рыдвана ассасинами был убит его атабек — правивший в Химсе эмир Джанахеддин. Жители Химса и семья убитого обратились к Дукаку с просьбой о защите, не желая, чтобы город достался Рыдвану. Дукак послал Тугтегина завладеть Химсом, а детей Джанахеддина перевезли в Дамаск.

#### После смерти Дукака
Дукак умер в 1104 году. После его смерти осталось лишь два человека, имевших законное право управлять Дамаском: брат Арташ и сын Тутуш. Дукак завещал трон своему сыну Тутушу. Как бы Тугтегин ни хотел править сам, он понимал, что жители Дамаска, сельджукский султан и аббасидский халиф не признают правителем Дамаска никого, кроме сельджукида. Поэтому Тугтегин посадил на трон сына Дукака и велел читать хутбу от имени малолетнего правителя. Однако вскоре атабек счёл целесообразным посадить на трон брата Дукака, Арташа, которому было 12 лет. Он отправил сообщение Гюмюштегину в Баальбек и попросил его доставить Арташа в Дамаск. Так атабек мог держать Арташа возле себя и лучше контролировать ситуацию. Тугтегин встретил Арташа за городом и посадил его на трон. По словам Ибн аль-Каланиси, Арташ прибыл в Дамаск «в субботу пятого зуль-хиджа 497 года» (18 сентября 1104).
Вместе с Арташем из Баальбека прибыла его мать. Она боялась Тугтегина и его жены и, по словам Ибн аль-Каланиси, «внушила ему страх перед ними и ввела его в заблуждение», внушая ему мысль, что Тугтегин и его жена Сафват аль-Мулюк замышляют против него заговор. Возможно, обвинения были правдивы и атабек посадил на трон Арташа, чтобы быть к нему ближе и получить возможность убить его. Жена Тугтегина и мать Дукака, Сафват аль-Мулюк, тоже имела повод желать смерти Арташа — вероятно, она предпочитала видеть на троне своего внука, сына Дукака. Ибн аль-Каланиси писал, что кто-то сообщил Арташу, что против него замышляется заговор, что его хотят убить, и что ему нужно бежать из Дамаска. В октябре-ноябре 1104 года Арташ с матерью бежали из города. К ним присоединился Айтегин аль-Халеби, кади Дамаска. Вероятно, он тоже боялся атабека. Арташ и Айтегин отправились в Иерусалим и заключили союз с иерусалимским королём Балдуином I против Тугтегина. Тот, узнав об их бегстве, снова посадил на трон сына Дукака, но в том же 1104 году Тутуш умер. С этого момента Тугтегин правил уже как независимый правитель.

### Правитель Дамаска

#### Первые годы. Битвы с крестоносцами
В  1104 году Тугтегин заболел. Опасаясь, что город останется без защиты перед угрозой нападения крестоносцев или Рыдвана, он написал Сукману бен Артуку, прося того приехать, чтобы передать ему правление. Сукман направился в Дамаск, но окружение Тугтегина узнало об этом и приняло меры предосторожности, чтобы не пустить его в город. В дороге Сукман заболел и скончался  23 октября 1104 года в Эль-Карьятейне.
В это время (498/1105) Фатимиды планировали нападение на крестоносцев и обратились к Тугтегину. Зная, что Арташ заключил союз с крестоносцами против него, Тугтегин согласился помочь Фатимидам против общего врага. 10-тысячная фатимидская армия у Аскалона соединилась с войском Тугтегина. Крестоносцы направились туда же. В армии крестоносцев был Арташ с сотней турецких лучников. 27 августа 1105 года обе армии сразились между Яффо и Аскалоном. Хотя Фатимиды понесли больше потерь, чем крестоносцы, ни одна сторона не смогла добиться победы. Арташ счёл более безопасным для себя оставить крестоносцев и укрылся в Босре, принадлежавшей кади Айтегину. Араташ и Айтегин вели переговоры с франками (крестоносцами). Это стало известно Тугтегину, и, возвращаясь после битвы с крестоносцами, он осадил Босру. Арташ и Айтегин сбежали в Рахбу, а жители открыли атабеку ворота. Тугтегин щедро одарил чиновников и военных Босры; по словам Ибн аль-Каланиси: «Цены были дёшевы, и появились доходы, и подданные были счастливы, строя дома внутри [города]».
Князь Галилеи Гуго де Фокамберг в 1105 году построил «замок эль-Аль между Савадом и Аль-Батанией», из которого можно было бы совершать набеги к востоку от Тивериадского озера. Тугтегин узнал об этом. По словам Ибн аль-Каланиси, он напал на крепость и убил всех, кто в ней был. Захватив замок, он 14 декабря вернулся в Дамаск. Согласно С. Рансимену, Тугтегин напал на отряд Гуго, возвращавшийся после набега в крепость, люди князя разбежались, а сам он был смертельно ранен.
В 1106/07 году атабек снова выступил против франков. Он напал на замок возле Тверии, в котором тоже убил всех христиан. Против него выступил иерусалимский король Балдуин I, обе армии разбили лагеря, но битва на состоялась, потому что крестоносцы ушли в Акру.
В 1107/08 году Тугтегин напал на Тверию. В состоявшейся у стен города битве правитель города, племянник Балдуина I Жерве де Базош (Ибн аль-Каланиси называл его Джарджфас, а Гибб — Гервазий), попал в плен. Тугтегин предложил Балдуину I освободить его племянника в обмен на Тверию, Акру и Хайфу, но король не согласился. Балдуин I предложил Тугтегину за племянника денежный выкуп в размере 100 000 безантов, но атабек приказал публично казнить Жерве в Дамаске.
В августе 1108 года король Иерусалима Балдуин I с армией и флотом из итальянских кораблей выступил против Сидона. Правитель города обратился за помощью к Тугтегину, обещая 30 000 безантов. Тугтегин направил войско к Сидону, а флот Фатимидов разбил в бою флот христиан. Балдуин I снял осаду, но жители Сидона не впустили войско Тугтегина в город, опасаясь его, а правитель города не выплатил обещанные деньги. После того, как военачальник Тугтегина пригрозил уйти и позвать Балдуина I снова осадить Сидон, правитель города выплатил 9000 безантов.
В этот период ни одна из сторон не могла добиться полного превосходства. Чтобы иметь возможность свободно провести операцию на побережье, король Иерусалима направил к атабеку послов и предложил соглашение. Тугтегин хотел обеспечить безопасность караванного пути из Дамаска в Египет, поэтому согласился. По договору треть Савада и Джабал-Ауфа отходила к атабеку. 1109/10 году Тугтегин снова договорился с франками о разделе территорий и доходов. Это было чисто коммерческое соглашение, оно не предотвратило взаимных нападений.
14 апреля 1110 года после 35 дней осады Тугтегин захватил у Фахруддевле Гюмюштегина Баальбек и передал управление им своему сыну Бури. Командиру, сдавшему ему цитадель города, Тугтегин отдал крепость Шархад. Жителей города он освободил от податей и вернул собственность, отнятую у них Гюмюштегином.

#### Отношения с Рыдваном и Мавдудом
В 1110/11 году Тугтегин участвовал в осаде Эдессы вместе с эмиром Мавдудом. В 1111 году Балдуин I нарушил соглашение с Тугтегином и выступил против него, но заболел и в июле был вынужден снова договориться о мире.
В 1112 году Рыдван узнал, что Танкред готовится напасть на Азаз, и попросил помощи у Тугтегина. Они заключили договор в Алеппо, по которому Тугтегин даже согласился признать формальный сюзеренитет Рыдвана. Однако, когда Балдуин I Иерусалимский напал на Дамаск и Тугтегин обратился за помощью к Рыдвану, тот прислал лишь небольшой отряд в 100 всадников, что возмутило правителя Дамаска. 16 августа 1113 года Тугтегин прекратил в Дамаске чтение хутбы от имени Рыдвана.
В 1113 году эмир Мавдуд по приказу Мухаммеда Тапара собирал в Сирии армию на борьбу с франками. В союзе с Тугтегином они победили крестоносцев в битве при Аль-Саннабре. Даже король Иерусалима Балдуин I попал в плен, но мусульмане его не узнали, поэтому лишь забрали его оружие и отпустили. Число убитых франков достигало двух тысяч рыцарей. Многие утонули в реке Иордан или Тивериадском озере. Сибт ибн аль-Джаузи так описывал последствия битвы: «Озеро превратилось в кровь, и люди несколько дней не пили из него». По окончании похода Тугтегин предложил Мавдуду прибыть в Дамаск. 2 октября 1113 года эмир Мавдуд в присутствии Тугтегина был убит в Мечети Омейядов в Дамаске. Тугтегин обвинил в этом Рыдвана и его союзников-ассасинов, но, общественное мнение обвиняло в убийстве самого Тугтегина. Хронисты сообщали различные версии убийства. Ибн аль-Каланиси (1070—1160), современник событий и житель Дамаска, не выдвигая никаких обвинений, лишь описал события. Матфей Эдесский (ум. 1144), тоже современник событий, называл организатором убийства Тугтегина, однако при этом считал его обороняющейся стороной, поскольку Мавдуд, якобы, хотел сам убить Тугтегина. Ибн аль-Асир (1160—1233/34) излагал две возможные версии: по его словам, смерти Мавдуда хотел не только Тугтегин, но и батиниты. Абу-ль-Фида (1273—1331) высказался аналогично Ибн аль-Асиру. Бар-Эбрей (1226—1286) писал, что кроме Тугтегина организатором мог быть и Рыдван. Альберт Аахенский прямо обвинял Тугтегина, а Фульхерий Шартрский, Абуль-Мабасин Ясуф и ибн-Тагриберди не связывали Тугтегина с убийством.
В октябре 1113 года умер Рыдван. Согласно Ибн аль-Каланиси, унаследовавший Алеппо сын Рыдвана Алп-Арслан аль-Ахрас (Немой) обратился к Тугтегину с просьбой о помощи. «Тугтегин ответил на это и прочёл его имя в хутбе в месяце Рамадан этого года. Затем Алп-Арслан прибыл в Дамаск в том месяце» и был пышно встречен. Затем Тугтегин сопроводил Алп-Арслана в Алеппо, но не захотел там остаться и вернулся в Дамаск, а 1114 году Алп-Арслан был убит своим атабеком, евнухом Лулу аль-Хадымом, недовольным тем, что его воспитанник заключил союз с Тугтегином. Лулу посадил на трон Алеппо брата Алп-Арслана, Султан-шаха.

#### Союз с Иль-Гази
После смерти Мавдуда султан назначил наместником Мосула Ак-Сункура аль-Бурсуки. Когда сельджукский султан Мухаммед Тапар вызвал Иль-Гази в армию, тот не явился, поскольку не желал подчиняться Ак-Сункуру. Вместе с сыном султана Месудом (формально считавшимся командующим) Мухаммед Тапар отправился к Мардину, чтобы заставить Иль-Гази подчиниться. Иль-Гази отправил в армию султана вместо себя сына Аяза во главе отряда из 300 всадников, что Ак-Сункур воспринял как личное оскорбление. После окончания кампании он арестовал Аяза, а затем разграбил окрестности Мардина. В ответ на это нападение Иль-Гази вызвал своих племянников из Хисн-Кейфы и Хартперта. Артукиды внезапно атаковали лагерь Ак-Сункура, воины которого бежали. Иль-Гази вернул своего сына и взял в плен Месуда, сына султана.
Победа над Ак-Сункуром и пленение Месуда, несмотря на его быстрое освобождение, навлекли на Иль-Гази гнев султана. Мухаммед Тапар отправил Иль-Гази письмо с угрозами и требованием подчиниться. Это заставило Иль-Гази перейти к открытому неповиновению султану. Иль-Гази и Тугтегин (который тоже имел причины опасаться Мухаммеда, поскольку подозревал, что султан винит его в гибели эмира Мавдуда) заключили в  1114/15 году союз. Он был выгоден обоим и продержался достаточно долго. В том же году они заключили договор с правителем Антиохии Рожером Салернским, чтобы выступить против армии султана, возглавляемой Бурсуком бен Бурсуком. Тугтегин, Иль-Гази, Лулу аль-Хадым и Рожер собрали свои войска, но, когда Бурсук с армией султана подошёл к Алеппо, сражение не состоялось. Через восемь дней Бурсук решил отступить. В ходе отступления от Алеппо он в  сентябре 1115 года попал в засаду у холма под названием Тель-Данит около Сармина и потерпел поражение. 
После расставания с союзниками Иль-Гази отправился в Мардин, чтобы собрать своих солдат, но в эр-Растане был захвачен эмиром Химса Кирханом. Тугтегин потребовал освобождения союзника, а Кирхан обратился к султану с просьбой предоставить войска для защиты Химса от Тугтегина. При этом Кирхан сдерживал эмира Дамаска, угрожая убить Иль-Гази. Войска султана задерживались, Кирхан освободил Иль-Гази в обмен на заложника — Аяза. Иль-Гази отправился в Алеппо, где собрал своих туркменов и вернулся, чтобы осадить Химс и вызволить своего сына. В это время подоспела армия султана под командованием Бурсука бен Бурсук. По словам Готье Канцлера, Тугтегин и Иль-Гази оккупировали Алеппо и намеревались предложить его султану в качестве возмещения за убийство Мавдуда. От этого их отговорил их союзник Рожер Салернский.

#### Посещение Багдада
В 1116 году Тугтегин отправился в Багдад и добился от сельджукского султана и халифа признания себя правителем Дамаска. Хотя он обладал в Дамаске всей полнотой власти, в Багдаде его считали незаконно правящим узурпатором. У султана не было сил, чтобы приструнить эмира, но Тугтегину этого было мало — он хотел, чтобы и его потомки правили в Дамаске на законных основаниях. Полученный им от султана маншур (грамота) содержал прямое указание на возможность передачи власти по наследованию. Кроме легитимизации своего положения, Тугтегин объяснился с султаном в связи с убийством Мавдуда и султан снял с него обвинения. Если раньше Тугтегин был всего лишь атабеком, захватившим власть, то теперь он был владетельным правителем с официальным признанием султана.

#### 1118—1119 годы
В 1118 году Рожер Салернский напал на Азаз и захватил его после месяца осады. Иль-Гази считал этот город своим и предложил Рожеру его выкупить, но тот не согласился. По словам Матвея Эдесского, с этого момента Иль-Гази и Рожер стали врагами. Иль-Гази договорился с Тугтегином о походе против Рожера в мае 1119 года. Эмиры решили напасть не сразу, а сначала вернуться в свои земли, чтобы мобилизовать все силы. Кроме Тугтегина, Иль-Гази привлёк Дубайса, сына своего друга Садаки, бедуинского вождя Килабита Мубарака ибн Чибла и своего крупнейшего вассала Тоган Арслана. В союзной армии было около двадцати тысяч бойцов. Иль-Гази повёл её сначала к Эдессе. Тугтегин должен был присоединиться со своими туркменами к армии Иль-Гази в Киннасрине. Иль-Гази собирался дождаться Тугтегина, но туркменов было трудно удерживать в течение долгого времени на месте без добычи. Как писал Ибн аль-Адим, «эмирам наскучило долгое стояние». Иль-Гази не дождался Тугтегина и выступил один, 28 июня армия Рожера была окружена и уничтожена, спасшихся было очень мало, а потери мусульман были несоизмеримо малы. Рожер погиб. Многие из пленных были казнены на поле боя.
В 1118 году в союзе с Фатимидами Тугтегин выступил против армии крестоносцев, в которую входили войска иерусалимского короля Балдуина, графа Триполи Понса и Антиохийского княжества, которым Балдуин управлял после смерти Рожера Салернского. Три месяца у Ашдода обе армии стояли друг напротив друга, но ни одна не решалась напасть первой. В итоге обе армии разошлись. Осенью 1118 года Балдуин снова выступил в поход на Дамаск. Армией Тугтегина командовал его сын Бури, который потерпел поражение.
В 1119 году Тугтегин участвовал вместе с Иль-Гази в битве при Хабе. Иль-Гази осадил Зардану, и Балдуин с войсками Антихийского княжества, графства Триполи и графства Эдессы двинулся из Антиохии на помощь городу. Объединённая армия Иль-Гази, Тогана Арслана и Тугтегина насчитывала около двадцати тысяч всадников. У Хаба Иль-Гази и Тугтегин собирались застать франков врасплох и напали на рассвете 14 августа, но к этому моменту Балдуин уже построил своё войско. Туркменские конные лучники двинулись вперёд полумесяцем, Иль-Гази находился на левом фланге, напротив Понса, а Тугтегин — на левом, напротив правителя Зарданы Роберта Фулкоя.
На левом фланге Роберт Фулкой нанёс поражение туркменам Тугтегина и преследовал их. В этот момент Роберт мог бы выиграть битву, быстро атаковав враждебный центр с фланга, однако он отправился прямо к Зардане и отсутствовал на поле боя до конца сражения. На другом фланге Иль-Гази разбил отряд Понса. Правое крыло франков было беспорядочной массой оттеснено в их центр. По описанию канцлера Готье, раз за разом король бросался в бой со своими рыцарями, давая отпор противнику. К вечеру Иль-Гази отказался от борьбы и покинул поле боя, оставив его Балдуину.

#### 1120—1122 годы
В  1120/21 году Иль-Гази решил довершить начатое на Кровавом поле и захватить Антиохию, но момент был уже упущен. Во время начала кампании Жослен был в приграничной крепости Рабан (южнее Адаты). Иль-Гази разбил лагерь в окрестностях Азаза, Балдуин Иерусалимский и Жослен прибыли в тот же район. Туркмены Иль-Гази, разочарованные запретом на грабежи, оставили его. С Иль-Гази осталась лишь небольшая горстка людей. Лишь прибытие Тугтегина спасло Иль-Гази от нападения франков. Простояв друг напротив друга несколько дней, противники разошлись.
В 1121 году между Иль-Гази и его сыном Сулейманом (матерью которого была дочь Тугтегина), которого он оставил своим заместителем в Алеппо, возник конфликт. Согласно традиционной версии, вернувшись в Мардин, Иль-Гази обратился к нему с какими-то просьбами. Окружение Сулеймана спровоцировало его не слушаться отца. Крестоносцы воспользовались обстановкой и снова начали атаковать район Алеппо. Балаком по приказу Иль-Гази подавил восстание, а вскоре в  ноябре 1121 года Иль-Гази сам прибыл в Алеппо, желая наказать сына. Иль-Гази чуть не убил своего сына, которого поймал в пьяном виде, но потом пожалел и отпустил его. Однако Сулейман решил, что безопаснее бежать к своему деду Тугтегину, который вступился за него. Иль-Гази поручил управление городом другому Сулейману — своему племяннику, сыну брата Абдулджебара.
Согласно историку из Алеппо Ибн аль-Адиму, летом 1122 года Тугтегин объединился с Иль-Гази и Балаком, а через месяц  27 июля они осадили Зардану (которую не смогли удержать в 1114 году). Вскоре туркменам удалось взять внешний замок. Когда армия короля Балдуина подошла к замку Зарданы, тот уже четырнадцать дней находился в осаде. Услышав о подходе крестоносцев, Иль-Гази и Тугтегин отступили в Неваз, чтобы принять бой на равнине. После нескольких недель ожидания и ряда стычек обе стороны разошлись. Во время осады Иль-Гази заболел и умер осенью 1122 года.

#### Последние годы
В 1123 году правитель Хамы Махмуд бин Караджа, женатый на дочери Тугтегина, воевал с Апамеей. Стрела попала ему в руку и он вернулся в Хаму, где умер. Вдова Махмуда вызвала отца и передала ему город.
Весной 1124 года франки блокировали Тир, и сельджукский султан принял решение отдать город Тугтегину, если тот сможет его защитить. Атабек вступил с франками в переговоры. В результате город был сдан Тугтегином франкам в июле 1124 года при «условии, что всем находящимся в нём людям будет гарантирована жизнь, а те войска и горожане, которые пожелают покинуть город, смогут это сделать, забрав всё своё имущество, те же, кто пожелает остаться, останутся».
В мае 1125 года Тугтегин и Ак-Сункур аль-Бурсуки договорились выступить вместе против Азаза. Сначала аль-Бурсуки напал на крепость Кафартаб, захватил её и осадил Зардану. Балдуин II двинулся ему навстречу в главе армий Антиохии, Триполи и Эдессы. В сражении мусульмане понесли крупное поражение, после чего было заключено перемирие. Ак-Сункур вернулся в Мосул, а Тугтегин в Дамаск.
В 1125 году франки стали нападать на территории атабека Дамаска и разорять их. Источники расходятся во мнениях относительно подробностей битвы на Мардж аль-Саффар: Ибн аль-Каланиси писал, что она состоялась 25 января 1126 года, а К. Хилленбранд датировала её 1127 годом). По описанию хрониста, сначала побеждали мусульмане и «захватили богатые трофеи, обозы и животных, а также знаменитую церковь, которая была расположена на территории лагеря», но в итоге франки взяли верх и преследовали Тугтегина до перевала Шухур. Тугтегин укрылся в Дамаске. Христианские авторы приписывают победу крестоносцам, однако, признают, что захватить Дамаск им не удалось. Франки потеряли много людей из-за сыпавшихся стрел и в рукопашном бою. Фульхерий Шартрский так описывал битву: «Толдекин [Тугтегин] сбежал вместе со своим сыном. Хотя враги и теснили наших сверх всякой меры, их мужество всё более возрастало, и они показывали себя твёрдыми и доблестными. Однако турки обрушили на христиан такой дождь стрел, что у них не осталось части тела, которую они могли бы защитить от ударов и ран. Никогда ещё нашим не приходилось терпеть более жестокий и страшный бой»; «битва началась в третьем часу дня и закончилась лишь с рассветом нашей победой». Согласно К. Хилленбранд, крестоносцы победили потому, что Тугтегин упал с лошади, его люди решили, что он убит, и бежали.
Понс Триполитанский хотел захватить крепость Рафанию, находившуюся недалеко от его владений. Он попросил помощи у иерусалимского короля Балдуина II. Жители города призвали Тугтегина, но франки дошли до Рафании раньше него. Понс и Балдуин осаждали крепость восемнадцать дней. 31 марта 1126 года, через три месяца после поражения мусульман на Мардж аль-Саффар, франки захватили Рафанию. Это стало большой победой франков, поскольку крепость гарантировала безопасность Триполи и обеспечивала связь между двумя христианскими государствами. Ибн аль-Каланиси упомянул о потере Рафании одной строкой (как и Ибн аль-Асир). Ранее в 1115 году франки уже захватывали Рафанию и укрепили её, но в тот раз Тугтегин смог её вернуть в том же году.
В 1126 году в Пальмире произошло восстание, при котором был убит вали города, племянник (сын брата) Тугтегина. Правитель Дамаска сам подавил этот мятеж и 6 мая поставил править в Пальмире своего внука Махмуда бен Бури, оставив с ним тех, кому он доверял. Историки не упомянули, сколько лет было Махмуду, и нет никаких сведений об этом племяннике, кроме того, что его звали Хусамеддин Дальк ибн Абак.
В борьбе против крестоносцев Тугтегину пришлось сотрудничать с батинитами. В 1126 году Тугтегин подарил проповеднику батиниту Бахраму замок Банияс. Бахрам и его наследники рассылали своих миссионеров, вербуя сторонников среди простого народа. Они захватили множество мелких поселений при поддержке визиря атабека Дамаска. Впоследствии это привело к проблеме, решить которую пришлось Бури.
Историк Дж. Альптекин утверждал, что Тугтегин заболел в конце похода против крестоносцев, который он совершал вместе с эмиром Ак-Сункуром аль-Бурсуки летом 1126 года. Ибн аль-Каланиси упоминает о возвращении больного Тугтегина в августе-сентябре 1126 года в Дамаск. Других подробностей относительно болезни не найдено.
В начале 1128 года, чувствуя, что скоро умрёт, атабек призвал к себе сына Бури и своих эмиров. Он объявил Бури своим преемником и дал сыну советы. Через две недели, 11 февраля 1128 года, он скончался. Ему было около 80 лет.

## Семья
- жена: Шараф-хатун[152], дочь Ахмеда бен Али бен аль-Абнуси, умерла в 1128 году через три месяца после Тугтегина[152].

- сын: Тадж аль-Мулюк Бури. Согласно аль-Азими, родился 27 декабря 1085 года
- сын: Шамс ад-Дин умер в 1119 году.
- дочь: Йель-хатун, жена Иль-Гази.
- дочь: жена правителя Хамы Мухаммеда бин Караджа; он умер в 1123 году и она передала Хаму отцу.

- жена: Сафват аль-Мулюк[155]. Умерла от болезни 7 сентября 1119 года[156][comm 6].

## Экономика
В период правления Тугтегина в Дамаске строились мечети, медресе, жилые кварталы, фонтаны, хаммамы. Были построены каналы для снабжения жителей водой. В медресе Дамаска преподавали известные учёные и поэты.
Сведения о торговле и производстве в то время в Дамаске отсутствуют. Дамаск был крупнейшим населённым пунктом Сирии, который находился на дороге, проходящей через Сирию. Это привело к развитию торговли и производств и к увеличению населения. Историк Дж. Рассел оценил население Дамаска в то время в 15 000 человек. Крупнее в Сирии были только Антиохия (40000) и Эдесса (24000).
По предположению Дж. Альптекина, структура населения и его занятость была такой же, как и в более поздний османский период истории города. Большую часть населения города составляли торговцы и ремесленники. Те, кто занимался земледелием, в основном жили за пределами Дамаска. В Дамаске были развиты ткачество и пошив одежды. Портные в Дамаске обычно селились к востоку от мечети Омейядов. Скорняки и ковроткачи жили в отдельном квартале. На большом рынке продавали шёлковые нити. Шёлковые ткани из Дамаска с вышивкой не уступали исфаханским и нишапурским. Когда Тугтегин отправился к султану Мухаммеду Тапару в Багдад, он взял с собой много даров, среди которых были шёлковые ткани. Были отдельные рынки для торговли хлопком и шерстью. На рынках Дамаска были доступны все виды зерна, специй, сухофрукты, птицы. В Дамаске было две печи для плавки железа, стеклоплавильная печь, маслодавильни, лесопилки, мыловарни. Н. Елисеев писал, что в Дамаске были две бумажные фабрики, сырьём для которых была пшеничная солома.

## Личность и значение
Тугтегин был первым из сельджукских мамлюков, который стал независимым правителем, признанным султаном и халифом. Его правление в Дамаске Ибн аль-Каланиси назвал «добродетельным и мудрым»; хронист писал, что воцарилась справедливость и отсутствовало угнетение. С. Рансимен назвал его «наиболее уважаемым мусульманским правителем на западе Сирии».
По словам Г. Шамри, многие историки называли его храбрым, сильным и могущественным, но ни один историк не писал, что он был справедливым, аскетичным, благочестивым. Тугтегина обвиняли во многих убийствах:
- Шакир Мустафа и Г. Шамри полагали, что Тугтегин участвовал в убийстве управлявшего Дамаском эмира Атсыза[24].
- В 1104 году он, вероятно, вместе с женой участвовал в убийстве Дукака. По словам Ибн Асакира, в 1104 году Сафват аль-Мулюк, чтобы обеспечить возможность править себе и своему мужу, приказала служанке подать Дукаку виноград, который она отравила иглой с ядом[166].
- Тугтегина обвиняли в организации убийства эмира Мавдуда[167].
- В конце битвы при Хабе Иль-Гази столкнулся с корпусом Роберта Фулкоя. Отряд Роберта был легко разогнан туркменами, а сам Роберт во время бегства попал в плен[168]. Он предложил Иль-Гази за себя выкуп 10 000 динаров, но Иль-Гази хотел получить больше и отправил его в шатёр к Тугтегину с просьбой напугать пленника. Когда Роберта подвели к пьяному Тугтегину, тот отрубил голову пленнику и послал её Иль-Гази. Иль-Гази очень рассердился, он сказал: «Нам нужны были деньги, чтобы раздать их воинам, мы могли получить за него 10 000 динаров. Я послал его к тебе, чтобы ты напугал его и он дал больше денег». «Я не умею лучше пугать, чем так», — ответил Тугтегин[169]. Очень похожую историю рассказывал Ибн аль-Адим: «правителем Зарданы был виконт, больной проказой. Он упал со своего коня. И схватили его и отправили к Иль-Гази за Халеб, а тот послал его к атабеку Тугтегину, который сразу же безжалостно убил его»[170]. При этом, как утверждал Ибн аль-Адим, «Роберт в то время был другом атабека Тугтегина»[170].

Готье-Канцлер называл Тугтегина «исследователем и первооткрывателем различных пыток».
Тугтегин был не единственным эмиром, который ставил свои личные интересы выше всех прочих, но он был среди них самым могущественным. Историки упускали из виду его преступления, хотя многие из них они упомянули в своих общих описаниях событий, явно не обвиняя его. Многие средневековые историки либо не знали о нём, либо кратко упоминали его. Ибн Халликан в своей книге «Смерти знатных людей» и Ибн аль-Адим в труде «Сливки истории Халеба» не посвятили ему отдельных разделов, хотя делали это для многих других менее важных личностей.
Его храбрость сделала его личность легендарной в эпосе крестоносцев XIII века. Он выведен под именем эмира Додекина в «Песне о Иерусалиме» и под именем Юона Додекина Табари в «Рыцаре-лебеде и Годфруа Бульонском».

## Комментарии
1. ↑  Амид — регион с центром в Диярбакыре.
2. ↑  Медиевист Дж. Альптекин полагал, что Тугтегин женился на матери Дукака позднее, уже вернувшись из плена в 1095 году[27].
3. ↑  Обрабатываемые земли в районе Bepxнeгo Иордана.
4. ↑  Ибн аль-Асир писал, что Тугтегин лично убил Жерве. Ибн аль-Фурат утверждал, что Тугтегин «выдолбил череп его головы, когда тот был ещё жив, и пил из него вино, глядя на него. Он прожил час, а затем умер». Редакторы текста предположили, что череп был повернут лицом к Тугтегину, когда он пил из него, или же Тугтегин смотрел на тело Жерве. В другом месте Ибн аль-Фурат описывал, как череп Жерве промыли солью и водой, после чего Тугтегин выпил из него  вина[73].
5. ↑  Перевал, открывающий путь от моря к долине Дамаска в десяти милях от города.
6. ↑  Р. С. Хамфрис утверждал, что после её смерти Тугтегин женился вновь и в новом браке родился Бури[157]